# マティ・ピアソン
マティ・ピアソン（Matty Pearson, 1993年8月3日 - ）は、イングランド・ケイリー出身のサッカー選手。ハダースフィールド・タウンFC所属。ポジションはディフェンダー。

## 経歴
10歳でブラックバーン・ローヴァーズFCに加入し、2011年夏にトップチームとプロ契約を結んだ。
2012年7月31日、ロッチデールAFCと単年契約を結んだ。しかし、定位置を掴めずわずか9試合の出場に終わり、契約を満了した。
2013年6月30日、3月より期限付き移籍していたFCハリファクス・タウンと2年契約を結んだ。
2017年8月4日、バーンズリーFCと3年契約を結んだ。
2018年6月26日、ルートン・タウンFCと3年契約を結んだ。
2021年5月20日、ハダースフィールド・タウンFCと3年契約を結んだ。